# 円山町 (北海道)

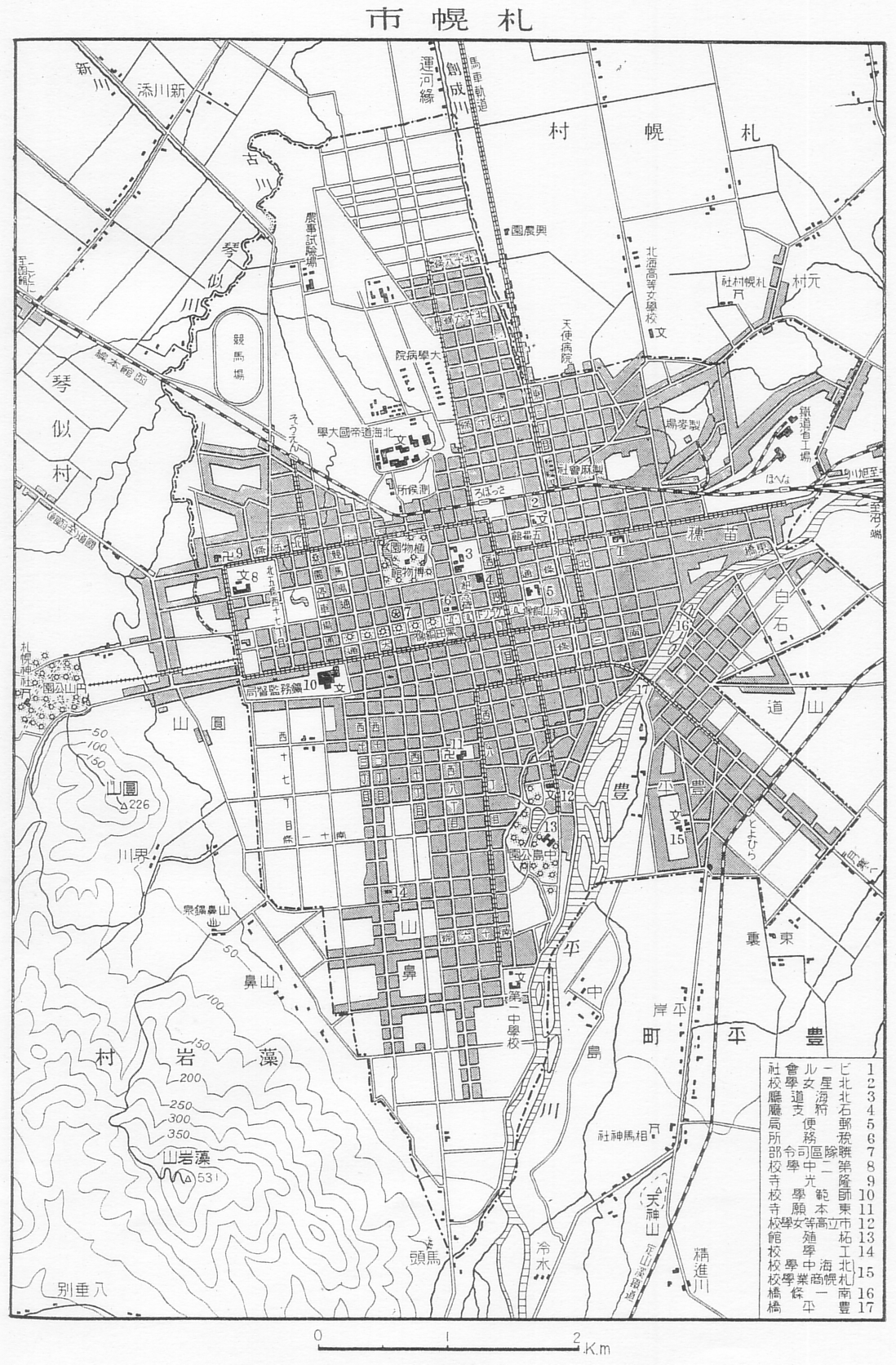
1930年（昭和5年）頃の札幌市の地図。左下の藻岩山の位置に「藻岩村」と書かれているのが確認できる。

円山町（まるやまちょう）は、かつて北海道札幌郡に存在した町であり、現在の札幌市中央区・南区・西区の一部地域に該当する。
地名は、1871年（明治4年）にこの地に札幌神社を建立する際、岩村通俊が京都市祇園の円山にあやかって命名したもの。

## 歴史
- 1870年（明治3年）- 石狩川支流琴似川上流の円山山麓に、酒田県（第一次。現在の山形県）の農民30戸・90人が入植し、庚午三ノ村が成立[2]。
- 1871年（明治4年）- 庚午三ノ村が円山村と改称。札幌神社（現・北海道神宮）移建。
- 1874年（明治7年）- 山鼻村が開村。
- 1880年（明治13年）- 円山村および山鼻村の戸長役場が山鼻村の戸長宅に置かれる（後に山鼻簡易小学校校内へ移転）。開拓使により円山養樹園（現在の円山公園の前身）が設置される[2]。
- 1890年（明治23年）- 戸長役場の独立庁舎が新築される。
- 1893年（明治26年）- この頃から近隣農家による朝市が始まる。
- 1906年（明治39年）
  - 2月 - 山鼻村と円山村が合併し、藻岩村となる。
  - 4月1日 - 北海道二級町村制の施行に伴い、札幌郡藻岩村（もいわむら）が成立。
- 1910年（明治43年）2月 - 大字山鼻村の一部が札幌区に編入、札幌区字山鼻町となる（1925年〈大正14年〉に南3条 - 南30条となる範囲。南14条までは西19丁目、南15条 - 南24条は西15丁目、南25条 - 南30条は西12丁目が境界となる）。役場を当村（現在の南1条西24丁目）に移転する。
- 1913年（大正2年） - 上田万平により、円山に登山道が作られる。
- 1938年（昭和13年）4月15日 - 一級町村制を施行、円山町となる。同年2大字を廃止、大字円山村は字円山、大字山鼻村は山鼻、八垂別、白川の3字に再編。
- 1941年（昭和16年）4月1日 - 札幌市へ編入。同年、町内の4字が以下のように再編される。
  - 円山 → 円山、円山南町[注 1]、滝ノ沢[注 2]、宮ケ丘、円山北町、大通（西20 - 28丁目）、南1条 - 南6条（西20丁目以西）、北1条 - 北4条（西22丁目以西）
  - 山鼻 → 伏見町、山元町[注 3]、円山南町、藻岩山、藻岩下
  - 八垂別 → 藻岩山、川沿町、北ノ沢、中ノ沢、南沢、砥石山、硬石山
  - 白川 → 白川、硬石山

## 人口
- 1880年（明治13年） - 山鼻村1,135人、円山村235人。
- 1902年（明治35年） - 山鼻村3,214人、円山村795人。
- 1921年（大正10年） - 大字山鼻1,628人、大字円山1,856人。
- 1938年（昭和13年） - 大字山鼻2,512人、大字円山13,158人。
- 1940年（昭和15年） - 16,724人（国勢調査）。

## 歴代村長・町長
- 初代 中川寅三（1906年〈明治39年〉-1907年〈明治40年〉）- 藻岩村長
- 2代 御子柴五百彦（1907年〈明治40年〉-1919年〈大正8年〉） - 元・根室支庁事務官
- 3代 吉田新也（1919年〈大正8年〉-1924年〈大正13年〉）- 前・初山別村長
- 4代 桜井秀夫（1924年〈大正13年〉-1926年〈大正15年〉）
- 5代 佐藤正三郎（1926年〈大正15年〉-1928年〈昭和3年〉）
- 6代 古瀬猛二（1928年〈昭和3年〉-1930年〈昭和5年〉）
- 7代 相馬徳三郎（1930年〈昭和5年〉）
- 8代 佐藤正三郎（1930年〈昭和5年〉-1938年〈昭和13年〉）- 前・白石村長
- 9代 飯田識一（1938年〈昭和13年〉-1941年〈昭和16年〉）- 途中から円山町長